# Turnera chrysocephala
Turnera chrysocephala är en passionsblomsväxtart som beskrevs av Ignatz Urban. Turnera chrysocephala ingår i släktet Turnera och familjen passionsblomsväxter. Inga underarter finns listade i Catalogue of Life.